# Unitárius Hírnök
Unitárius Hírnök – Egyházi értesítő Bukarestben és az Ókirályságban élő unitárius hívek részére. 1933 márciusa és 1936 szeptembere között Lőrinczy Dénes lelkész, 1936 októbere és 1938 májusa között Lőrinczy Géza szerkesztette a mintegy 400 bukaresti és regáti unitárius család tájékoztatására.
Közleményei az egyházi életről, a román főváros magyar művelődési eseményeiről tájékoztattak, foglalkoztak a vallásoktatással, az egyházi szervezetek tevékenységével, a szórványlét gondjaival. Számos közleménye forrásértékű a bukaresti unitarizmus történetét illetően.